# Bulevardul Maas (Rotterdam)
Bulevardul Maas (în neerlandeză Maasboulevard) este cea mai importantă arteră din estul centrului orașului Rotterdam din Țările de Jos.
Bulevardul Maas este situat de-a lungul râului Meusa Nouă, pe malul de vest al acestuia, și se întinde de la Portul Vechi și până la Honingerdijk, acolo unde strada devine Abram van Rijckevorselweg. Bulevardul Maas oferă o vedere ideală a panoramei orașului în zona marelui cot al Meusei.
Până în 1953, în locul Bulevardului Maas se afla gara de cale ferată Rotterdam Maas. După inundațiile din 1953, în zonă au fost construite diguri de protecție mai înalte. Cel mai înalt dig a devenit Bulevardul Maas, care a depășit fostul dig de est. Bulevardul Maas respectă înălțimea minimă admisibiă a digurilor din Olanda, iar în 1964 a fost deschis traficului auto. Calea de rulare pentru autovehicule are două 2 benzi pe fiecare sens. În partea dinspre râul Meusa se află și o pistă pentru biciclete. 
Între Bulevardul Maas și Meusa Nouă se găsesc ștrandul Tropicana, închis în 2010 și folosit acum doar pentru spectacole, precum și un complex de locuințe (la vest de  Boerengatsluis). Mai departe de acesta, între Bulevardului Maas și râu nu se mai află nicio construcție, așa că vederea înspre malul opus nu mai este obstrucționată.